# Lista chorążych reprezentacji Togo na igrzyskach olimpijskich
Lista chorążych reprezentacji Togo na igrzyskach olimpijskich – zestawienie przedstawicieli reprezentacji Togo, którzy podczas ceremonii otwarcia nowożytnych igrzysk olimpijskich nieśli flagę Togo.

## Chronologiczna lista chorążych
| Lp. | Rok i miejsce        | Chorąży                  | Dyscyplina        |
| --- | -------------------- | ------------------------ | ----------------- |
| 1.  | 1972, Monachium      | Roger Kangni             | lekkoatletyka     |
| 2.  | 1984, Los Angeles    | Denou Koffi              | lekkoatletyka     |
| 3.  | 1988, Seul           | Akossi Gnalo             | lekkoatletyka     |
| 4.  | 1992, Barcelona      | b.d.                     | b.d.              |
| 5.  | 1996, Atlanta        | Téko Folligan            | lekkoatletyka     |
| 6.  | 2000, Sydney         | Kouami Sacha Denanyoh    | judo              |
| 7.  | 2004, Ateny          | Jan Sekpona              | lekkoatletyka     |
| 8.  | 2008, Pekin          | Benjamin Boukpeti        | kajakarstwo       |
| 9.  | 2012, Londyn         | Benjamin Boukpeti        | kajakarstwo       |
| 10. | 2014, Soczi          | Mathilde Amivi Petitjean | biegi narciarskie |
| 11. | 2016, Rio de Janeiro | Adzo Kpossi              | pływanie          |
| 12. | 2018, Pjongczang     | Mathilde Amivi Petitjean | biegi narciarskie |
| 13. | 2020, Tokio          | Claire Ayivon            | Wioślarstwo       |
| 13. | 2020, Tokio          | Dodji Fanny              | Tenis stołowy     |